# Lesya Ukrainka
Lesya Ukrainka (tiếng Ukraina: Леся Українка, tên thật là Larysa Kosach-Kvitka, tiếng Ukraina: Лариса Петрівна Косач-Квітка, 25 tháng 2 năm 1871 - 01 tháng 8 năm 1913 – là nhà thơ, nhà văn, dịch giả và danh nhân văn hóa Ukraina.
Theo kết quả của các cuộc thăm dò, người Ukraina đương thời gọi bà là một trong những đồng bào nổi bật nhất, sánh ngang cùng với Taras Shevchenko và Bohdan Khmelnytsky.

## Tiểu sử
Lesya Ukrainka sinh ở Novohrad-Volynskyi, tỉnh Zhytomy, Ukraina. Bố là Petro Antonovych Kosach, một quan chức của tỉnh Chernihiv rất yêu văn học và hội họa, mẹ là Olha Drahomanova-Kosach, nữ nhà văn Ukraina với bút danh Olena Pchilka. Một người có ảnh hưởng lớn đến sự nghiệp văn chương của Lesya là ông cậu Mykhaylo Petrovych Drahomanov – ông là giáo sư văn Đại học Kiev, sau đó là Đại học Sofia, Bulgaria. Ông là người có ảnh hưởng đến việc hình thành nhân sinh quan, thế giới quan của Lesya Ukrainka. Với sự giúp đỡ của ông mà Lesya biết nhiều ngoại ngữ, làm quen với nhiều tác phẩm cổ điển của văn học thế giới. Ngoài tiếng Ukraina là tiếng mẹ đẻ, Lesya biết tiếng Anh, tiếng Đức, tiếng Pháp, tiếng Ý, tiếng Hy Lạp, tiếng Latinh, tiếng Ba Lan, tiếng Nga, tiếng Bulgaria.
Lesya Ukrainka được sống trong môi trường văn học nghệ thuật từ nhỏ. Gia đình cô quen biết với nhiều nhà văn, nhà thơ nổi tiếng lúc đó. Lên 4 tuổi biết đọc, lên 5 tuổi biết chơi đàn Piano, 10 tuổi biết làm thơ và 12 tuổi in những tác phẩm đầu tay trên các tạp chí.
Năm 1893 in tập thơ Trên đôi cánh của những bài ca (На крилах пісень) nhận được sự đón chào nồng nhiệt của các nhà phê bình và độc giả. Năm 1899 in tập thơ thứ hai Ý nghĩ và ước mơ (Думи і мрії) cũng thành công vang dội không kém. Năm 1902 in tập thơ Những lời bình phẩm (Відгуки).
Năm 1907 Lesya Ukrainka lấy chồng là Klyment Kvitka – một công chức làm việc ở tòa án và theo chồng về sống ở vùng Krym. Những năm sau đấy bà tiếp tục hoạt động văn học rất tích cực. Ngoài thơ, bà con viết kịch, phê bình và dịch thuật. Do tình trạng sức khỏe không được tốt, những năm cuối đời bà thường đi chữa bệnh tại các khu nghỉ dưỡng ở Ai Cập và Gruzia.
Lesya Ukrainka mất tại Surami, Gruzia, hưởng dương 42 tuổi.

## Di sản
- Tên Lesya Ukrainka được đặt cho các đường phố, quảng trường, thư viện, nhà hát, bảo tàng không chỉ ở Ukraina mà còn ở nhiều quốc gia thuộc Liên Xô cũ.
- Tượng của bà cũng được dựng ở nhiều quốc gia, trong số này có cả Canada và Hoa Kỳ.
- Hình của Lesya Ukrainka được in trên tem thư và tờ tiền 200 grivna của Ukraina.
- Kể từ năm 1975, cứ vào mùa hè những người gốc Ukraina ở Toronto lại tập trung tại tượng đài Lesya Ukrainka ở High Park để ăn mừng cho cuộc sống và công việc của mình.
- Theo chuyên gia hình ảnh Oleh Pokalchuk, kiểu tóc của nhà chính trị nổi tiếng Yulia Tymoshenko lấy cảm hứng từ Lesya Ukrainka.

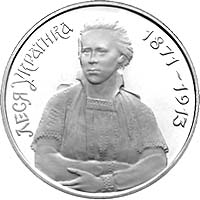
Đồng xu karbovanets của Ukraina có khắc hình Lesya Ukrainka.
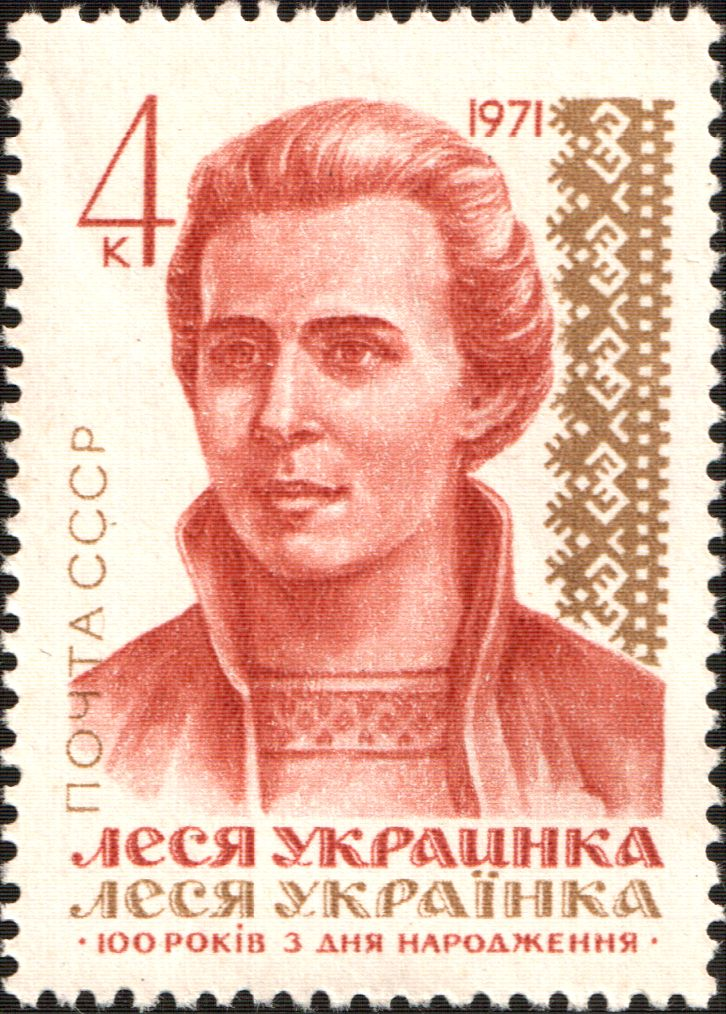
Con tem bốn kopek kỉ niệm 100 năm ngày sinh Lesya Ukrainka
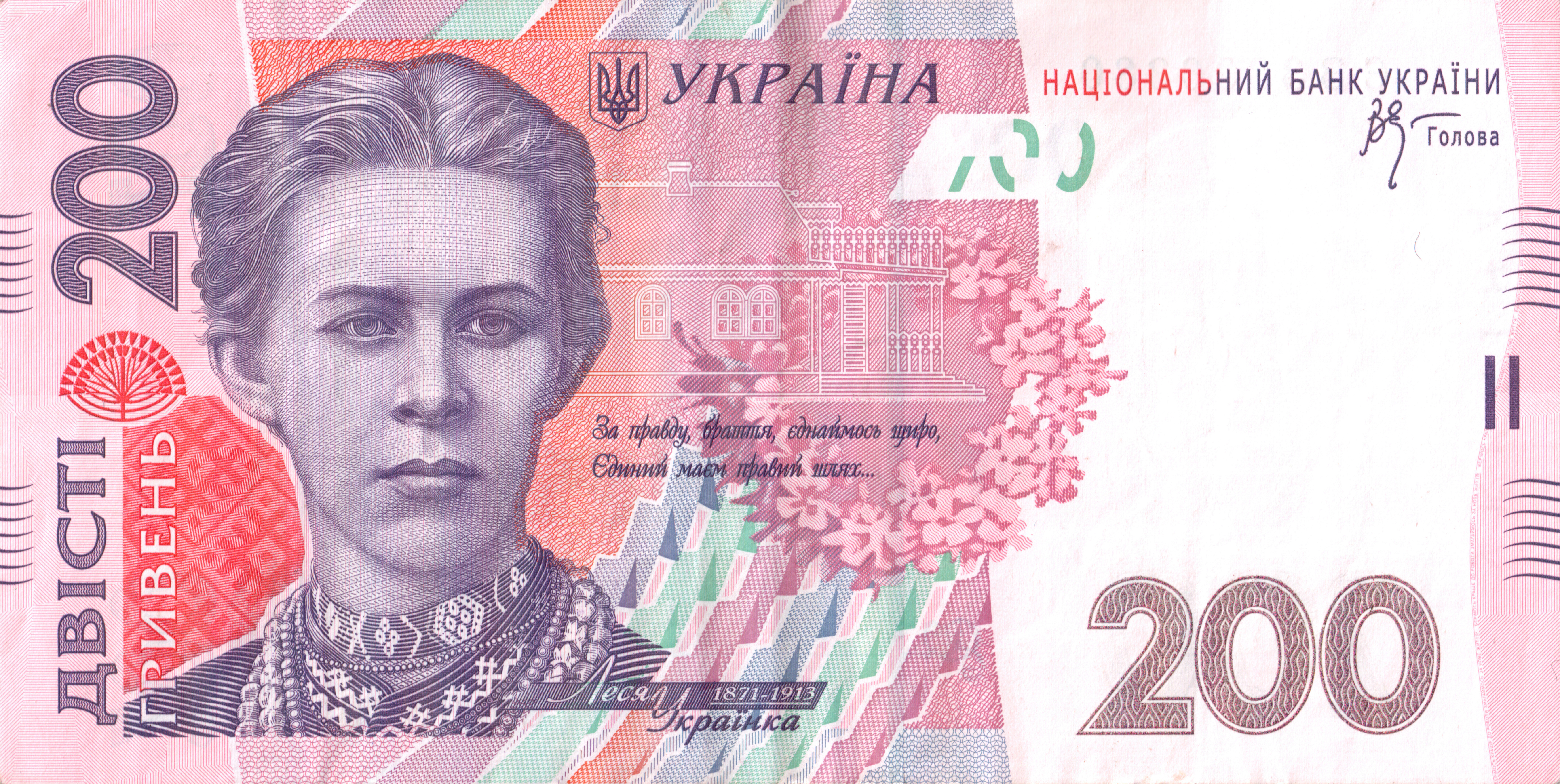
Chân dung Ukrainka trên mặt sau tờ ₴200 vào khoảng năm 2007
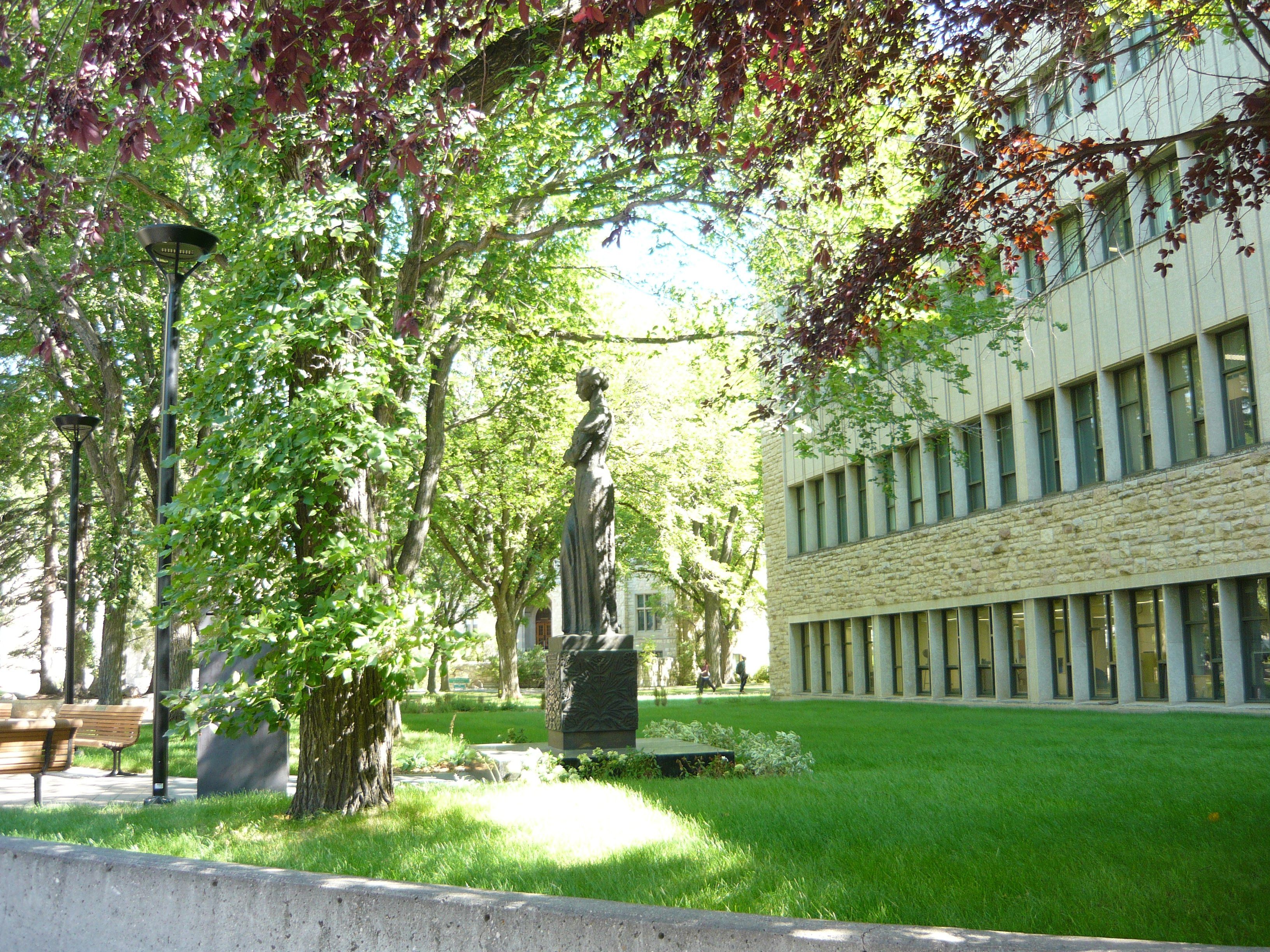
Tượng Lesya Ukrainka, Đại học Saskatchewan
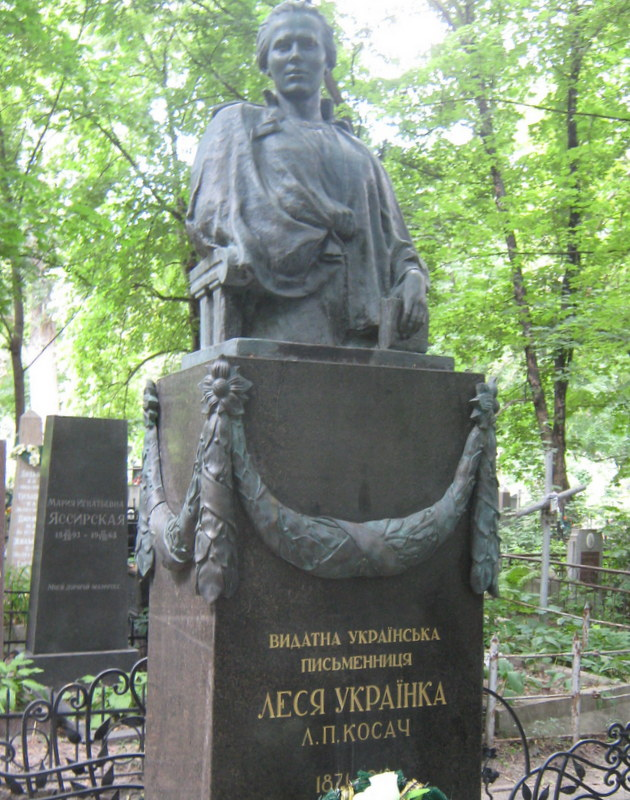
Nơi mai táng Lesya Ukrainka và công trình tưởng niệm tại Nghĩa trang Baikove ở Kiev

## Một số bài thơ

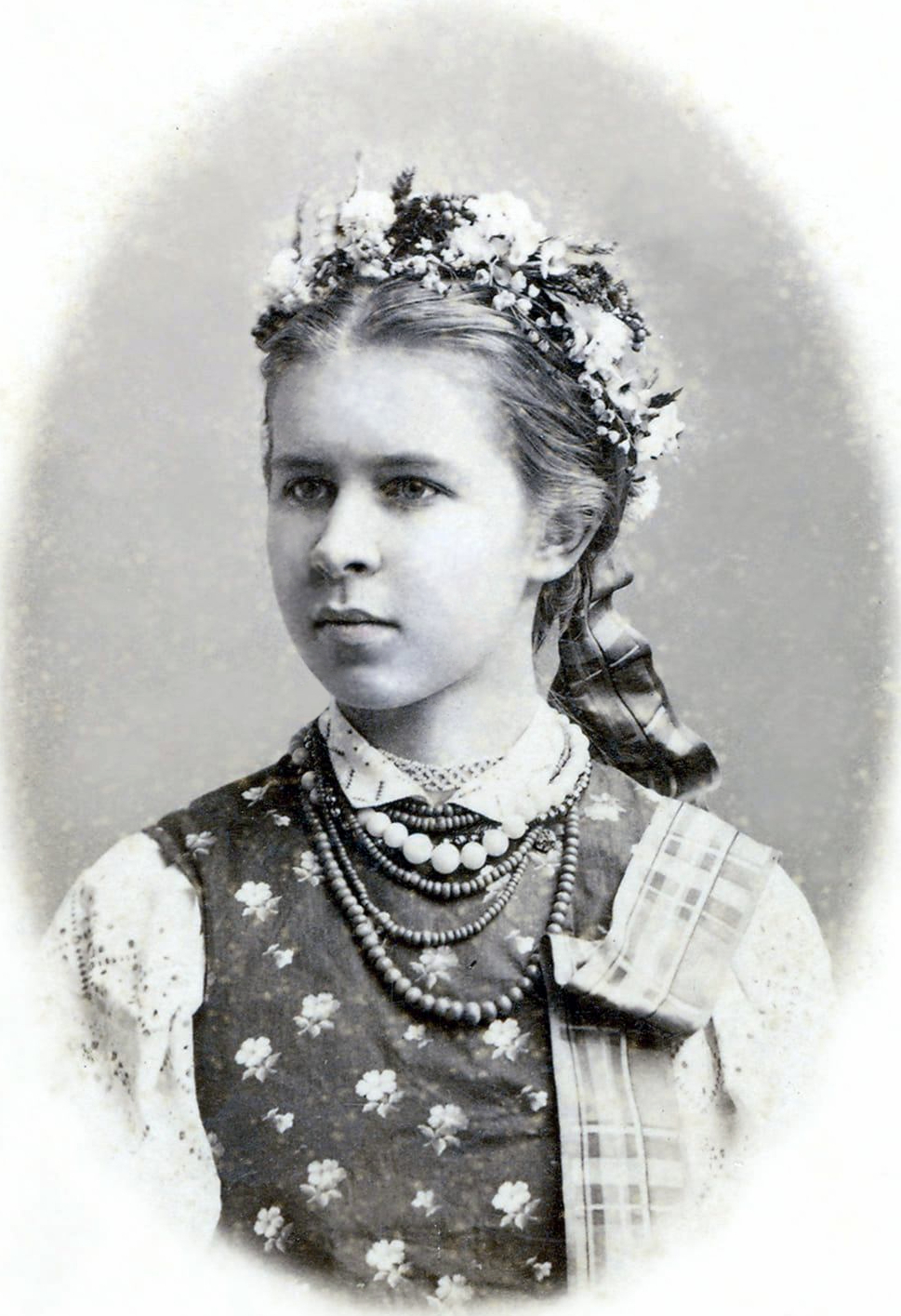
Lesya Ukrainka năm 1887

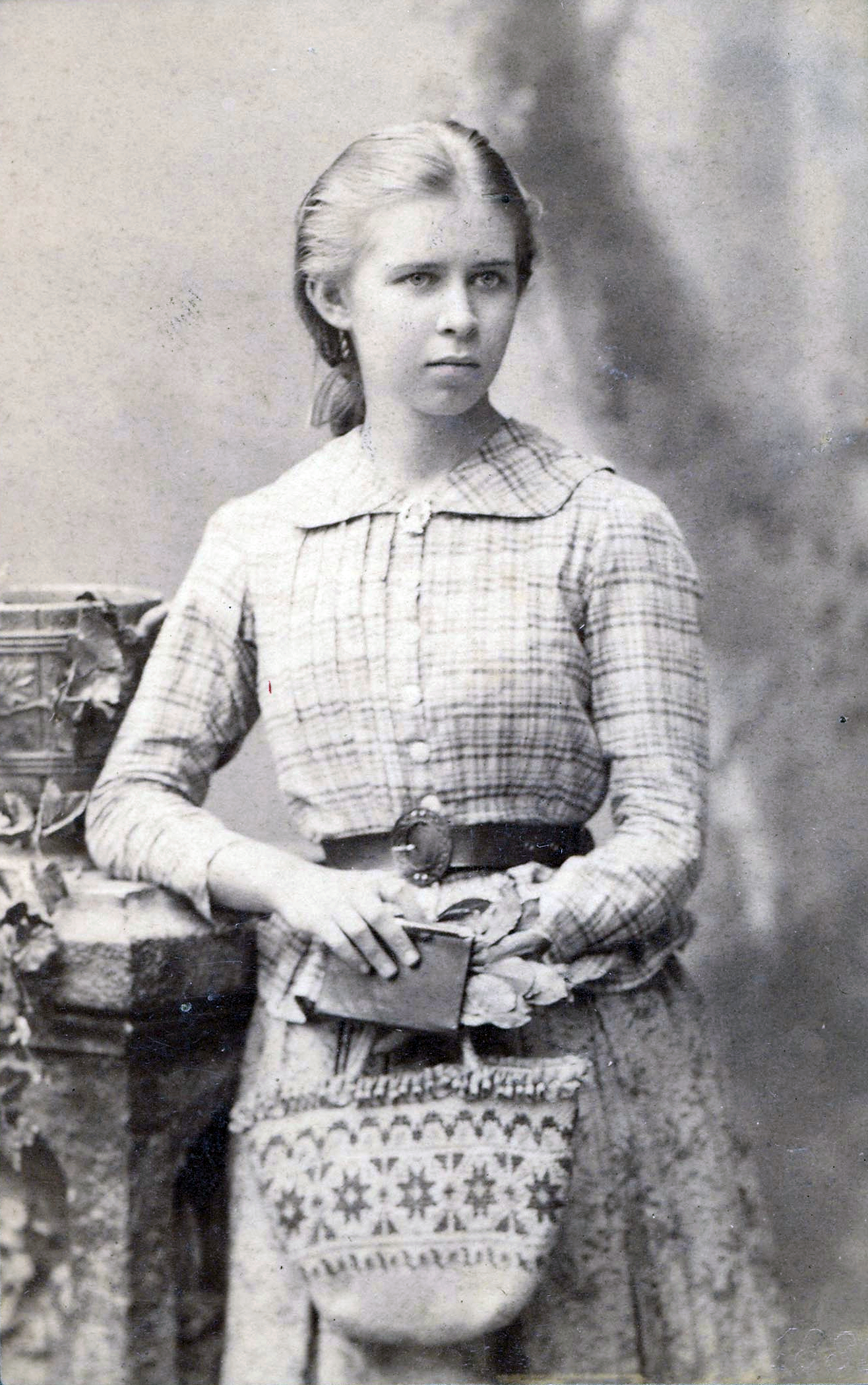
Lesya Ukrainka năm 1888

Tượng Lesya Ukrainka ở Telavi, Gruzia